# 孔湞
孔湞（?—?），字昭度，兖州曲阜县（今山东省曲阜市）人。孔子五十三代孫，孔璠玄孙，孔摠曾孙，孔元綋之孙，孔之固之子。
孔之固的正妻任氏没有儿子，孔湞是妾室所生。孔之固死后，任氏将孔湞母子赶出孔府，孔湞生母改嫁李家。衍圣公孔元措（孔元綋兄长）没有后嗣，于是把侄孙接回衍圣公府。孔元措去世后，孔湞继承衍圣公爵位。次年，最早归附蒙古的孔子後裔孔元用的孙子孔治想要争夺衍圣公的爵位，上书元宪宗蒙哥，说是李家的儿子，没有资格继承衍圣公。任氏得知后非常后悔，害怕失去太夫人的地位，上书蒙哥，申明孔湞确实是孔子後裔。十二月，蒙哥剥夺孔湞的衍圣公爵位，改任淮州知州。之后，蒙古没有再任命衍圣公，灭南宋後，南宗孔洙让爵，元世祖同意，但是没有封爵衍圣公。直到元成宗即位，才封孔治为衍圣公。
| 前任者： 孔元措 | 大蒙古国北宗衍圣公 1251年—1252年 | 繼任者： 孔治 |

## 参看
- 孔子
- 孔子世家大宗世系
- 孔子世家大宗世系图
- 孔子世家南宗北宗世系图